# 三井雅晴
三井 雅晴（みつい まさはる、1954年9月16日 - ）は、愛知県出身の元プロ野球選手（投手）。

## 来歴・人物
半田商高では甲子園に出場できなかったが、森安敏明に似たスリークォーターの好投手として知られる。
1972年のドラフト2位でロッテオリオンズに入団。当初、打撃投手の補助として一軍の練習に参加したところ、当時監督の金田正一にその素質を認められ主力投手に抜擢された。以後はチームメイトの村田兆治と甲乙付けがたい直球を武器に活躍。1974年には抑え、先発を兼ねて6勝4セーブを記録。リーグ優勝に貢献し新人王を獲得する。同年の中日ドラゴンズとの日本シリーズでは第2戦に中継ぎとして好投、チーム日本一に力を添えた。翌1975年も10勝4セーブを挙げる。
同年オフには、史上初の最下位に終わりチーム補強に乗り出す読売ジャイアンツ監督の長嶋茂雄から猛アタックを受ける。これに対して金田は交換要員に若手左腕の新浦寿夫を要求、巨人は新浦の代わりにV9時代の左のエース・高橋一三を提示すると、金田は追加で倉田誠を要求、巨人は更に関本四十四と末次民夫の別プランも提示するが、結局トレードはまとまらなかった。
ロッテに残った三井は引き続き先発と抑えを兼任しながら、1976年は6勝6セーブ、1977年は5勝5セーブなど活躍を続けるが、1978年に肘を故障。1979年に渡米しフランク・ジョーブの診察を受け、日本人投手としては初めて靭帯を修復する「トミー・ジョン手術」を受けた。手術は成功したがリハビリに専念すべき術後に焦ってトレーニングをしてしまい、球威を失って低迷から抜け出せないまま1982年限りで現役を引退した。
三井は後に自らの経験を村田兆治（1982年に肘を故障）に話し、忠告を受け入れた村田は術後リハビリに専念したことで復活を遂げた。
引退後は帰郷し、半田市で兄が経営する八百屋の見習いから再出発。後に実家のスーパーに勤務した。

## 詳細情報

### 年度別投手成績
| 年 度     | 球 団     | 登 板 | 先 発 | 完 投 | 完 封 | 無 四 球 | 勝 利 | 敗 戦 | セ 丨 ブ | ホ 丨 ル ド | 勝 率 | 打 者 | 投 球 回 | 被 安 打 | 被 本 塁 打 | 与 四 球 | 敬 遠 | 与 死 球 | 奪 三 振 | 暴 投 | ボ 丨 ク | 失 点 | 自 責 点 | 防 御 率 | W H I P |
| --------- | --------- | ----- | ----- | ----- | ----- | -------- | ----- | ----- | -------- | ----------- | ----- | ----- | -------- | -------- | ----------- | -------- | ----- | -------- | -------- | ----- | -------- | ----- | -------- | -------- | ------- |
| 1974      | ロッテ    | 31    | 7     | 1     | 0     | 0        | 6     | 5     | 4        | --          | .545  | 355   | 85.2     | 69       | 9           | 34       | 3     | 1        | 84       | 2     | 0        | 35    | 31       | 3.24     | 1.20    |
| 1975      | ロッテ    | 36    | 9     | 1     | 1     | 0        | 10    | 8     | 4        | --          | .556  | 526   | 125.2    | 105      | 11          | 52       | 2     | 1        | 99       | 4     | 1        | 58    | 49       | 3.50     | 1.25    |
| 1976      | ロッテ    | 28    | 14    | 9     | 1     | 1        | 6     | 7     | 6        | --          | .462  | 480   | 120.1    | 101      | 9           | 29       | 0     | 1        | 104      | 2     | 0        | 38    | 34       | 2.55     | 1.08    |
| 1977      | ロッテ    | 19    | 3     | 1     | 0     | 0        | 5     | 3     | 5        | --          | .625  | 190   | 50.1     | 34       | 3           | 12       | 0     | 1        | 50       | 1     | 0        | 15    | 13       | 2.34     | 0.91    |
| 1978      | ロッテ    | 12    | 1     | 0     | 0     | 0        | 1     | 3     | 2        | --          | .250  | 127   | 28.0     | 28       | 3           | 15       | 0     | 2        | 28       | 2     | 0        | 23    | 20       | 6.43     | 1.54    |
| 1979      | ロッテ    | 6     | 4     | 0     | 0     | 0        | 1     | 2     | 0        | --          | .333  | 86    | 18.1     | 23       | 4           | 11       | 0     | 0        | 7        | 0     | 0        | 17    | 17       | 8.50     | 1.85    |
| 1981      | ロッテ    | 4     | 0     | 0     | 0     | 0        | 0     | 0     | 1        | --          | ----  | 21    | 5.2      | 4        | 0           | 1        | 0     | 0        | 4        | 0     | 0        | 2     | 2        | 3.00     | 0.88    |
| 1982      | ロッテ    | 4     | 0     | 0     | 0     | 0        | 0     | 0     | 0        | --          | ----  | 34    | 6.0      | 13       | 2           | 0        | 0     | 0        | 6        | 0     | 0        | 8     | 5        | 7.50     | 2.17    |
| 通算：8年 | 通算：8年 | 140   | 38    | 12    | 2     | 1        | 29    | 28    | 22       | --          | .509  | 1819  | 440.0    | 377      | 41          | 154      | 5     | 6        | 382      | 11    | 1        | 196   | 171      | 3.50     | 1.21    |

### 表彰
- 新人王（1974年）
- パ・リーグプレーオフ敢闘賞：1回（1977年）

### 記録
- 初登板：1974年5月10日、対南海ホークス前期7回戦（後楽園球場）、8回表に2番手で救援登板・完了、2回1失点
- 初奪三振：1974年5月25日、対阪急ブレーブス前期7回戦（阪急西宮球場）、5回裏に山田久志から
- 初先発・初勝利・初完投勝利：1974年6月4日、対南海ホークス11回戦（大阪スタヂアム）、5回1失点（6回表無死降雨コールド）
- 初セーブ：1974年8月14日、対南海ホークス後期5回戦（大阪スタヂアム）、8回裏に2番手で救援登板・完了、5回無失点
- 初完封勝利：1975年6月3日、対南海ホークス前期8回戦（大阪スタヂアム）

### 背番号
- 36（1973年 - 1978年）
- 19（1979年 - 1980年）
- 18（1981年 - 1982年）